# Issoria isaeoides
Issoria isaeoides är en fjärilsart som beskrevs av Reuss 1925. Issoria isaeoides ingår i släktet Issoria och familjen praktfjärilar. Inga underarter finns listade i Catalogue of Life.